# Ženski vokalni ansambl Corona
Ženski vokalni ansambl Corona je vokalni ansambl iz Sarajeva. Proslavile su se višeglasnim pjevanjem a capella, izvodeći suvremene obrade tradicionalnih pjesama s Balkana.
Osnovan je kolovoza 1992. godine pod imenom Sarajevske pahulje, po simbolu 14. zimskih olimpijskih igara. Osnovao ga je Slobodan Dodo Kovačević, kao sekciju Akademskog kulturnog centra Sveučilišta u Sarajevu- Seljo. Ansambl su vodili osnivač ansambla Slobodan Dodo Kovačević, zatim bivša članica Dunja Gelineo a od 1997. godine vodi ga akademska dirigentica Tijana Vignjević. Tijekom agresije na BiH održale su za djecu opkoljenog Sarajeva više od 80 koncerata. Nastupale su po inozemstvu: u Hrvatskoj, Tunisu, Njemačkoj, Austriji, Francuskoj, Srbiji, Crnoj Gori, Italiji, Poljskoj i Švicarskoj. Današnje članice ansambla su: Darja Softić- Kadenić, Esma Sulejmanagić, Ajla Smajlović, Dunja Kazić, Vanesa Poturović, Adelita Kadić, Anida Isanović i Tijana Vignjević. Snimanje svog prvog nosača zvuka završile su 2016. i proljeća 2017. očekuje se njegovo izdavanje.
Na međunarodnom natjecanju zborova Zlatna vila u Prijedoru (BiH) 2006. osvojile su nagradu za najbolje izvođenje djela starog majstora. Godine 2013. natjecale su se u pet kategorija na međunarodnom natjecanju zborova Seghizzi u Gorici (Italija), osvojivši tri brončane i jednu zlatnu medalju.